# Pelageja
Pelageja (in russo Пелагея?), pseudonimo di Polina Sergeevna Chanova, nata Smirnova (in russo Полина Сергеевна Ханова?; Novosibirsk, 14 luglio 1986), è una cantante russa.

## Biografia
Originaria di Novosibirsk, all'età di 8 anni è entrata a far parte del conservatorio dell'omonima città. L'anno di pubblicazione del suo primo album in studio eponimo risale al 2003, mentre quattro anni dopo è stato pubblicato il secondo disco Devuškiny pesni.
Il terzo album Tropy, messo in commercio nel 2010, ha trovato popolarità a livello nazionale, poiché si è fermato alla 6ª posizione della classifica dei dischi ed è risultato il 42º più venduto dell'intero anno, totalizzando 5 569 vendite pure.
Ha conseguito il ruolo di coach per cinque stagioni alla versione russa sia di The Voice sia di The Voice Kids. Nel 2015 è stata dichiarata vincitrice di un Rossijskaja nacional'naja muzykal'naja premija Viktorija, l'equivalente russo dei Grammy Award.
Una tournée con il fine di promuovere la sua musica si è svolta nel 2021.

## Discografia

### Album in studio
- 2003 – Pelageja
- 2007 – Devuškiny pesni
- 2010 – Tropy

### Album dal vivo
- 2009 – Sibirskij drajv

### Album video
- 2008 – Sibirskij drajv
- 2010 – Tropy

### Singoli
- 2006 – Singl
- 2009 – Tropy
- 2018 – Pod paljaščim ognëm (con Basta)